# Лесные пожары в Абайской области (2023)
Лесной пожар в Абайской области — чрезвычайная ситуация природного характера, начавшаяся 8 июня 2023 года в Батпаевском лесничестве лесного резервата «Семей-орманы» в Бородулихинском районе Абайской области. Начальная площадь возгорания составила 0,3 га. Пожар также признали крупнейшим пожаром на планете на момент 2023 года. По официальной информации в результате пожара погибло 14 работников лесного хозяйства, но погибшего тракториста Долонского лесничества, участвовавшего в тушении пожара, не причисляют к жертвам стихийного бедствия, как заявил заместитель генерального прокурора Жандос Умиралиев. 12 июня Президент РК Касым-Жомарт Токаев объявил Днём общенационального траура по факту гибели 14-ти работников. К тушению были привлечены специалисты ДЧС РК 8 регионов, Минэкологии и подразделений Министерства обороны РК.

## Хронология событий

### 8 июня
Первые данные об очаге возгорании были получены с космических аппаратов в 11:23.
В 12:03 поступило сообщение о возгорании в 66-м квартале Батпаевского лесничества. Предварительная площадь возгорания 0,3 Га.
В 14:46 МЧС РК сообщаил, что в тушении задействованы 31 человек и 9 единиц техники от ДЧС области Абай, 28 человек и 14 единиц техники от лесного хозяйства. Из Усть-Каменогорска прибыл вертолёт для тушения.
С 18:00 в селе Бородулиха работают два эвакуационных пункта в зданиях школы и колледжа.
В 21:55 МЧС РК сообщил, что "в ликвидации пожара задействованы силы и средства в количестве 167 человек, 47 единиц техники, в том числе 3 вертолета подразделения Министерства по чрезвычайным ситуациям, Комитета лесного хозяйства, местные исполнительных органов и Министерство обороны. На тот момент пожар был распространён на 8 кварталов, ориентировочная площадь 2000 Га.
По информации телеграм-канала «ABAI NEWS» жители города Семей сами доставляли для пожарных питьевую воду.

### 9 июня
В 00:15 областной акимат области Абай сообщил, что «задействовано 296 человек личного состава, 64 единицы техники и 3 вертолета. Вертолетной техникой осуществлено 12 сбросов воды с общим объёмом 30 тонн воды».
В 08:24 МЧС РК сообщил, что пожар тушат более 300 человек, 70 единиц техники МЧС, Комитета лесного хозяйства, местных исполнительных органов и Министерства обороны.
В 08:51 акимат области Абай сообщает, что привлечено 462 человек, 70 единиц техники и 4 вертолета, вертолетной техникой за прошедшие сутки осуществлено 12 сбросов воды с общим объёмом 30 тонн.
В 13:30, по информации МЧС РК, задействовано более 600 человек, 168 единиц техники МЧС, Комитета лесного хозяйства, местных исполнительных органов и Министерства обороны.
Решением акима города Семей Нурбола Нурсагатова объявлен режим ЧС местного масштаба природного характера. Были найдены погибшими трое сотрудников лесничества. Также в этот день на место прибыл вице-министр по ЧС Марат Кульдиков для координации действий по тушению пожара. Была организована работа психологов МЧС и ДЧС для помощи пострадавшим от пожара, а ночью областной акимат сообщил, что эвакопункты организованы также в Семее в зданиях колледжей, ВУЗа и гостиницы для жителей сёл Каштак, Половинки, Тепкаши и Талица, для эвакуации было направлено 10 автобусов.
В 21:56 МЧС РК сообщил, что в тушении лесного пожара задействовано порядка 800 человек, почти 200 единиц техники, включая 8 вертолётов, МЧС, Комитета лесного хозяйства, местных исполнительных органов и Министерства обороны. По информации Комитета лесного хозяйства предварительная площадь пожара более 60 000 га. Всего осуществлено 99 сбросов воды с объёмом 275,5 тонн.
| Подразделение ДЧС | Кол-во человек | Кол-во техники | Время выезда | Время прибытия | Пункт прибытия    |
| ----------------- | -------------- | -------------- | ------------ | -------------- | ----------------- |
| ДЧС ВКО           | 15             | 5              |              | 5:40           |                   |
| ДЧС Караганды     | 29             | 6              | 17:40        | 11:00          | село Бородулиха   |
| ДЧС Астаны        | 68             | 12             | 17:55        | 10:35          | Каштакское лес-во |
| ДЧС Астаны        | 21             | 5              | 21:48        | 10:52          | село Бородулиха   |

### 10 июня
В 08:13 МЧС РК сообщил, что по распоряжению министра по ЧС Юрия Ильина с 4 часов утра на место пожара также направлены военнослужащие воинских частей МЧС 52859 и 28237 из Карагандинской и Алматинской областей. Производится ликвидация пожара в селе Поднебесное, в селе Успенка, в Каштакском лесничестве.
В 09:58 акимат области Абай сообщил, что РгК «Восток» дополнительно направило 200 военнослужащих и 8 единиц техники для помощи в борьбе с огнем. На совещании Правительства РК заявили, что всего привлечено порядка 800 человек, 190 единиц техники, включая 8 вертолетов.
В 18:39 МЧС РК сообщил, что в тушении лесного пожара задействовано более 1 000 человек, 252 единиц техники, включая 11 вертолётов, МЧС, Комитета лесного хозяйства, местных исполнительных органов и Министерства обороны. С 6.00 часов утра осуществлено 164 сбросов воды с объёмом 410 тонн. С начала пожара всего осуществлено 263 сброса воды с объёмом 590 тонн.
В этот же день Касым-Жомарт Токаев подписал указ об освобождении Юрия Ильина от должности министра по чрезвычайным ситуациям. На этот пост встал экс-начальник Академии гражданской защиты Сырым Шарипханов.

### 11 июня
В этот день на место пожара прибыл президент Касым-Жомарт Токаев для контроля за ситуацией, а также провёл встречу с родственниками погибших работников.
14 погибших сотрудников «Семей-орманы» были награждены орденами «Құрмет».
В 09:31 МЧС РК сообщил, что в тушении лесного пожара задействовано порядка 1 500 человек, более 290 единиц техники МЧС, Комитета лесного хозяйства, местных исполнительных органов и Министерства обороны. С начала пожара всего осуществлено 486 сбросов воды с объёмом более 1000 тонн воды.
В 22:04 МЧС РК сообщил, что в тушении лесного пожара задействовано порядка 1 500 человек, более 300 единиц техники МЧС, Комитета лесного хозяйства, местных исполнительных органов и Министерства обороны. С начала пожара всего осуществлено 621 сбросов воды с объёмом порядка 1900 тонн воды.

### 12 июня
В 10:09 МЧС РК сообщил, что в тушении лесного пожара задействовано порядка 1 500 человек, более 300 единиц техники МЧС, Комитета лесного хозяйства, местных исполнительных органов и Министерства обороны. С начала пожара всего осуществлено 777 сбросов воды с объёмом более 2 000 тонн.
В 18:43 МЧС РК сообщил, что в тушении лесного пожара задействовано около 1500 человек и более 300 единиц техники МЧС, Комитета лесного хозяйства, местных исполнительных органов и Министерства обороны. В совокупности, с начала пожара было осуществлено 1017 сбросов воды с общим объёмом более 3039 тонн с помощью 14 вертолетов.
В знак траура по погибшим сотрудникам припустили главный флаг в Астане до половины флагштока, флаг Китая в китайском консульстве в Казахстане, флаг США в дипмиссии США в Казахстане, флаг Казахстана в казахстанском консульстве в Бресте.
Всего за сутки осуществлено 546 сбросов воды с объёмом более 1 500 тонн. С начала пожара всего осуществлено более 1300 сбросов воды объёмом порядка 4 000 тонн.

### 13 июня
В 09:10 МЧС РК сообщил, что в тушении лесного пожара задействовано более 1 800 человек, порядка 350 единиц техники МЧС, Комитета лесного хозяйства, местных исполнительных органов и Министерства обороны.
В 10:42 акимат области Абай сообщил, что 463 человека эвакуированы из сёл Булак, Талица, Половинки.
В 17:31 МЧС РК сообщил, что с начала пожара всего осуществлено 1 450 сбросов воды объёмом более 4 000 тонн.
За сутки было осуществлено 535 сбросов воды объёмом порядка 1 600 тонн. С начала пожара всего осуществлено 1 858 сбросов воды объёмом более 5 400 тонн.

### 14 июня
В 17:17 МЧС РК заявили, что с 6:00 утра осуществлено 214 сбросов воды общим объёмом 640 тонн.
В 21:00 по результатам облёта территории пожара и оценки обстановки МЧС РК объявил о локализации пожара.
В 22:11 акимат области Абай объявил, что эвакуированные жители села Булак вернулись домой в связи со стабилизацией ситуации вокруг пожара.

### 15 июня
Семьям 14 погибших в результате пожара, а также семье тракториста Архипова С. Н., были вручены ключи от новых квартир в городе Семей в микрорайоне Карагайлы. Аким области Абай, передал ключи от 2-х и 3-х комнатных квартир семьям погибших Саята Нуржигитова и Амангельды Дуйсембаева.
Появилась неподтверждённая представителями власти информация, что в «Семей орманы» вырубают и вывозят обгоревшие деревья.

### 13 июля
По информации ГЛПР «Семей Орманы» в 13 часов 00 минут лесной пожар в Бородулихинском районе области Абай полностью ликвидирован, но режим ЧС остался действующим на территории города Семея и Бородулихинского района.

### 22 июля
Аким Бородулихинского района Айдар Ибраев принял решение о завершении ситуации ЧС на территории контролируемого им района. В свзяи с этим стало разрешённым посещение зоны отдыха в районах Михайловских озёр и Шульбинского водохранилища, но ГЛПР «Семей Орманы» предупредило, что посещение леса запрещено по причине высокой температуры воздуха и отсутствии осадков.

## Расследование
11 июня Генеральная прокуратура РК заявила, что возбудила два уголовных по факту лесного пожара в Абайской области. По данным ведомства, ещё 9 июня было начато досудебное расследование по статье 292 части 3 УК РК «Нарушение требований пожарной безопасности, повлекшее по неосторожности смерть двух и более лиц». Касым-Жомарт Токаев на заседании оперативного штаба сделал выговор акиму Абайской области Нурлану Уранхаеву за то, что поздно отреагировал на ситуацию. Исполнительный директор общественного объединения «Әділдік жолы» Дидар Смагулов считает, что причина может быть связана с коррупцией, а также к случившемуся может быть причастен не только Нурлан Уранхаев, но и бывший аким ВКО Даниал Ахметов. Также он отметил, что за 10 дней до пожаров в суде вынесли приговор в отношении троих руководителей ГЛПР «Семей орманы», обвиняемых в создании коррупционной ОПГ. А общественный деятель Серик Байгалиев считает, что ответственность за гибель людей вместе с МСЧ должны разделить руководство резервата, комитет лесного хозяйства, которое подчиняется министерству экологии, и местные исполнительные органы. На встрече с президентом РК родственники сообщили, что у работников не было защитного обмундирования, кислородных масок, в рациях не было батареек, хотя батарейки были закуплены 22 мая в количестве 55 штук на сумму 484 тысяч тенге.
Затруднение в тушении пожара также возникло из-за проблем с госзакупками. Например, в апреле 2023 года руководство «Семей орманы» дважды пыталось закупить пожарный автомобиль за 84 млн тенге, но сделки не состоялись из-за того, что не нашлись поставщики. Вероятно, этому помешали слишком строгие технические параметры автомобиля. Тот же самый итог был при конкурсе на закупку 15 штук техники на 900 млн тенге, где были уже более требовательные параметры.
1 июля появилась информация, что подозреваемыми по делу о пожаре видят руководителей резервата «Семей орманы» и Новошульбинского филиала. Их отправили под домашний арест. Действия данных лиц квалифицированы по части 3 статьи 292 (нарушение требований пожарной безопасности, повлекшее по неосторожности смерть двух и более лиц) уголовного кодекса.
Глава Минэкологии РК Ерлан Нысанбаев сообщил, что полный ущерб от пожара составил 160-165 млрд тенге: 34 млрд - прямой ущерб (сгоревшая древесина, сгоревшая техника), 130 млрд - потеря или снижение полезных свойств леса.

## Благотворительность и волонтёрство
Гуманитарная помощь была оказана из Карагандинской, Павлодарской, Алматинской, Восточно-Казахстанской областей и города Астаны.
Был открыт сбор денежных средств общественным фондом «Ак Ертiс» для помощи пострадавшим от пожара. С 8 по 13 июня, волонтеры Ассамблеи народа Казахстана, сотрудники Домов дружбы области Абай, члены различных этнокультурных объединений и активисты собрали более 900 тысяч тенге для помощи пострадавшим от пожаров. Общественная организация «Сибирская казачья община», благодаря финансовой поддержке ТОО «Эйкос», доставила продукты в Талицу и Каштак. ТОО «Эйкос» закупала и доставляла продукты и медикаменты, водители эвакуатора и сотрудники ремонтного цеха компании были задействованы в транспортировке и ремонте пожарной техники. Свою помощь также оказали православный храм и ОО «Украинский культурный центр „Мрія“ г. Семей», передав новые вещи для пострадавших от пожара. Ассоциация чеченцев и ингушей Казахстана «Вайнах», как и многие другие казахстанцы, тоже решила помочь пожарным. Её представители посетили жителей из эвакуированных сел и угостили их традиционными казахскими блюдами. Волонтеры из различных этнокультурных объединений, включая "ВКО объединение немцев «Возрождение», "Узбекский социально-культурный центр «Буюк келажак», «Этнокультурный центр казаков г. Семей» и «Еврейский культурный центр „Бокер“», также приняли активное участие в сборе. Для детей эвакуированных семей устраивали экскурсии в музей Абая, другие городские музеи, биологический центр, кино, центральный парк, для них был также отрыт школьный лагерь на базе средней школы № 49. Кондитерская «Happy Cake» в Семее провели акцию по продаже 100 тортов, и выручили 762 900 тенге. Более 40 казахстанских вузов готовы предоставить свои гранты и места в общежитиях студентам из пострадавших от пожара. Также в помощи участвует волонтёрская организация «Lider.kz». Halyk Bank направит денежную помощь и спишет действующие кредиты родственников погибших сотрудников.
Президенты Турции Реджеп Тайип Эрдоган и Узбекистана Шавкат Мирзиеев во время телефонных переговоров с президентом Токаевым выразили готовность оказать помощь в ликвидации пожара в области Абай.
21 июня рок-группа "Би-2" решила не отменять запланированный концерт в Семее,а деньги, полученные с билетов направили на благотворительность.